# Bộ Thỏ
Bộ Thỏ (Lagomorpha) là một bộ động vật có vú bao gồm hai họ: Leporidae (thỏ và thỏ đồng) và Ochotonidae (thỏ cộc pika). Từ Lagomorpha được ghép từ hai từ tiếng Hy Lạp cổ đại: lagos (λαγώς, "thỏ đồng") + morphē (μορφή, "dạng"). Hiện có 91 loài thuộc Bộ Thỏ còn sinh tồn, trong đó có 30 loài thỏ cộc, 29 loài thỏ, và 32 loài thỏ đồng.
Bộ Thỏ và Bộ Gặm nhấm cùng nhau tạo nên nhánh Glires. Bộ Thỏ có lẽ đã bắt nguồn từ Châu Á, rồi lan rộng khắp Bắc Bán cầu. Về sau, các loài gặm nhấm dần trở nên lấn lướt và chiếm hữu nhiều hốc sinh thái hơn.

## Phân loại và lịch sử tiến hoá
Những danh pháp sau đây từng được dùng để chỉ bộ Thỏ, nay đều là danh pháp đồng nghĩa: Duplicidentata - Illiger, 1811; Leporida - Averianov, 1999; Neolagomorpha - Averianov, 1999; Ochotonida - Averianov, 1999; and Palarodentia - Haeckel, 1895.
Họ Prolagidae nay tuyệt chủng có một loài sống sót đến tận thời cận đại (khoảng năm 1774): Prolagus sardus, với vết tích tìm thấy ở Sardegna, Corse, và những đảo lân cận.
Lịch sử tiến hoá của bộ Thỏ vẫn chưa được làm rõ. Cho tới gần đây, người ta vẫn thường cho rằng Eurymylus, cư ngụ ở Đông Á vào cuối thế Paleocen hay đầu thế Eocen, có liên quan với, hay thậm chí là, tổ tiên của bộ Thỏ. Những nghiên cứu bằng chứng hoá thạch đề xuất rằng bộ Thỏ có lẽ bắt nguồn từ Anagaloidea, còn Eurymylus có quan hệ gần hơn với gặm nhấm (dù không phải tổ tiên trực tiếp). Leporidae xuất hiện vào cuối thế Eocen rồi mau chóng lan ra khắp Bắc Bán cầu; chúng có xu hướng kéo dài cặp chân sau. Ochotonidae xuất hiện vào thế Oligocen ở miền đông châu Á.
Bộ Thỏ chắc hẳn là từng đa dạng hơn nhiều so với ngày nay (chừng 75 chi cùng 230 loài có hoá thạch) với nhiều loài chung sống trong một quần xã.
Một nghiên cứu đề xuất rằng bộ Thỏ bắt nguồn từ tiểu lục địa Ấn Độ, khi mà nơi đây vẫn là lục địa tách biệt với châu Á vào thế Paleocen.

## Phân loại
- Bộ Lagomorpha Brandt 1885[1][8]
  - Họ Leporidae Fischer de Waldheim 1817 (thỏ, thỏ đồng)
    - Phân họ † Archaeolaginae
      - Chi †Archaeolagus Dice 1917
      - Chi †Hypolagus Dice 1917
      - Chi †Notolagus Wilson 1938
      - Chi †Panolax Cope 1874

    - Phân họ Leporinae Trouessart 1880
      - Chi †Alilepus Dice 1931
      - Chi Brachylagus
      - Chi Bunolagus
      - Chi Caprolagus Blyth 1845
      - Chi Lepus Linnaeus 1758
      - Chi Nesolagus Forsyth Major 1899
      - Chi Oryctolagus Lilljeborg 1874
      - Chi †Nuralagus Lilljeborg 1874
      - Chi Pentalagus Lyon 1904
      - Chi †Pliolagus Kormos 1934
      - Chi †Pliosiwalagus Patnaik 2001
      - Chi Poelagus
      - Chi †Pratilepus Hibbard 1939
      - Chi Pronolagus Lyon 1904
      - Chi Romerolagus Merriam 1896
      - Chi †Serengetilagus Dietrich 1941
      - Chi Sylvilagus Gray 1867

    - Phân họ †Palaeolaginae Dice 1929
      - Tribe †Dasyporcina Gray 1825
        - Chi †Coelogenys Illiger 1811
        - Chi †Agispelagus Argyropulo 1939
        - Chi †Aluralagus Downey 1968
        - Chi †Austrolagomys Stromer 1926
        - Chi †Aztlanolagus Russell & Harris 1986
        - Chi †Chadrolagus Gawne 1978
        - Chi †Gobiolagus Burke 1941
        - Chi †Lagotherium Pictet 1853
        - Chi †Lepoides White 1988
        - Chi †Nekrolagus Hibbard 1939
        - Chi †Ordolagus de Muizon 1977
        - Chi †Paranotolagus Miller & Carranza-Castaneda 1982
        - Chi †Pewelagus White 1984
        - Chi †Pliopentalagus Gureev & Konkova 1964
        - Chi †Pronotolagus White 1991
        - Chi †Tachylagus Storer 1992
        - Chi †Trischizolagus Radulesco & Samson 1967
        - Chi †Veterilepus Radulesco & Samson 1967

      - Tribe incertae sedis
        - Chi †Litolagus Dawson 1958
        - Chi †Megalagus Walker 1931
        - Chi †Mytonolagus Burke 1934
        - Chi †Palaeolagus Leidy 1856

  - Họ Ochotonidae Thomas 1897 (pika)
    - Chi †Alloptox Dawson 1961
    - Chi †Amphilagus Tobien 1974
    - Chi †Bellatona Dawson 1961
    - Chi †Cuyamalagus Hutchison & Lindsay 1974
    - Chi †Desmatolagus Matthew & Granger 1923
    - Chi †Gripholagomys Green 1972
    - Chi †Hesperolagomys Clark et al. 1964
    - Chi †Kenyalagomys MacInnes 1953
    - Chi †Lagopsis Schlosser 1894
    - Chi Ochotona Link 1795
    - Chi †Ochotonoides Teilhard de Jardin & Young 1931
    - Chi †Ochotonoma Sen 1998
    - Chi †Oklahomalagus Dalquest et al. 1996
    - Chi †Oreolagus Dice 1917
    - Chi †Piezodus Viret 1929
    - Chi †Russellagus Storer 1970
    - Chi †Sinolagomys Bohlin 1937
    - Chi †Titanomys von Meyer 1843

  - Họ †Prolagidae Gureev, 1962
    - Chi †Prolagus Pomel 1853

  - Họ incertae sedis
    - Chi †Eurolagus Lopez Martinez 1977
    - Chi †Hsiuannania Xu 1976
    - Chi †Hypsimylus Zhai 1977
    - Chi †Lushilagus Li 1965
    - Chi †Shamolagus Burke 1941